# Barqueiros (Mesão Frio)
Barqueiros is een plaats (freguesia) in de Portugese gemeente Mesão Frio en telt 844 inwoners (2001).